# Botcsinálta angyal
A Botcsinálta angyal (eredeti cím: Almost an Angel) 1990-ben bemutatott amerikai romantikus filmvígjáték John Cornell rendezésében, Paul Hogan főszereplésével. Az eredeti zenét Maurice Jarre szerezte. A film kritikai és kereskedelmi kudarcot vallott.
Egy kisstílű bűnöző egy baleset után meg van győződve arról, hogy ő egy angyal, és elhatározza, hogy ennek megfelelően fog viselkedni.

## Cselekmény
Terry Dean (Paul Hogan), az elektronikus megfigyelőrendszerek szabotálására szakosodott profi betörő egy újabb börtönbüntetésből való szabadulása előtt áll. Egy rabtársa javaslatára úgy dönt, hogy helyette bankrablásra vált, egy saját tervezésű különleges csavarral: először úgy, hogy a biztonsági kamerákkal tévéműsorokat rögzíttet, amelyekhez egy módosított távirányítóval csatlakozna, majd hírességnek álcázva lép be; a váratlan megjelenés miatti zűrzavar a részletes leírás megzavarására szolgálna.
Terry első rablása (Willie Nelson-nak álcázva) sikeres, de nem sokkal később szemtanúja lesz, amint egy kisfiút majdnem elgázol egy furgon; ösztönösen ellöki a gyereket, és őt magát ütik el. 
A kórházban ködös élményben van része (amit talán a Highway to Heaven fantasy-dráma sorozat  egyik epizódja okozhatott, ami a szoba tévéjén ment), amelyben találkozik Istennel (Charlton Heston), aki Terry „próbaidős segítőjeként” mutatkozik be. Bár Terry bűnös életet élt, utolsó, impulzív cselekedete egy második esélyt szerzett neki, hogy megmentse a lelkét - azáltal, hogy Isten munkáját végzi, mint egy kiképzés alatt lévő angyal.
Újraébredése után Terry Rod Stewartnak álcázva újabb bankrablással próbálkozik, de egy amatőr rablóbanda közbelép. Menekülés közben az egyik gengszter megpróbálja lelőni Terryt, de a fegyvert a másik gengszter vaktölténnyel töltötte meg. Mivel Terry most már halhatatlan angyalnak hiszi magát, meggondolja magát, tanácsot kér egy templomban, majd több „jelet” követve egy másik városba jut. Egy bárban találkozik Steve Garnerrel, egy megkeseredett fiatalemberrel, akit halálos betegsége tolószékbe kényszerített. Hogy kihozza Steve-et az önsajnálatból, Terry egyenlő feltételek mellett, egy zsámolyra rögzítve ökölharcba bocsátkozik vele. Steve, akit megfogott, hogy Terry elfogadja őt emberként, barátságot köt Terryvel, és szállást ajánl neki a gyermek- és ifjúsági központban, amelyet nővérével, Rose-zal (Linda Kozlowski) együtt vezet.
Rose eleinte gyanakvóan viszonyul Terryhez, de Terry igazolja önmagát azzal, hogy ravaszul megfélemlít két drogdílert, hogy hagyják el a központ területét. Segít, amiben csak tud, és Rose fokozatosan beleszeret. Maga a központ azonban anyagi nehézségekkel küzd, mivel a támogatója, George Bealeman, bár hívő kereszténynek vallja magát, nem hajlandó több pénzt adni. Terry a technikai tudását használja fel, hogy meggyőzze Bealemant az ellenkezőjéről: felveszi és újravágja egy tv-evangélista műsorának egy részletét. Barton tiszteletes televíziós adását (amit Bealeman áhítattal néz), és a központ templomának tetején lévő kereszt fényeffektjeit az univerzális távirányítójával indítja el.
Azon az estén azonban, amikor Bealeman beugrik, két rendőrnyomozó közeledik Terryhez. Steve, aki véletlenül meghallja őket, tolószékében elsiet, hogy figyelmeztesse Terryt. Azonban egy zsák üvegpalack, amit Steve felborít, eltörik, és elvágja a combartériáját, aminek következtében elvérzik. Amíg Rose rohan, hogy mentőt hívjon, Steve átadja a figyelmeztetését. A haláltól félve Steve elveszettnek érzi magát, de megnyugszik, hogy a mennyországban lesz helye, amikor Terry a távirányítóval beindítja a világító keresztet, és ezzel Steve úgy érzi, jelet kapott Istentől. Steve már nem fél a haláltól, Terry és Rose karjaiban, békésen hal meg.
Terry ekkor bejelenti, hogy el kell mennie, és megpróbálja megvigasztalni Rose-t, és elárulja, hogy ő „majdnem angyal”. Rose érthetően szkeptikus a közléssel szemben, de miután Terry távozik, megnézi az univerzális távirányítót, amelyet a férfi emlékbe hagyott neki, és felfedezi, hogy nincs benne elem. Ahogy a lány felbámul a keresztre, az magától ragyogni kezd. Rose Terry után szalad, és kiabál neki. Megzavarva Terry megcsúszik és elesik egy száguldó teherautó előtt, ami éppen elgázolja. Rose megdöbbenve látja, hogy a teherautó áthalad rajta, bizonyítva, hogy angyallá vált. Miután Terry átment a vizsgán, folytatja útját, hogy Isten munkáját végezze, Rose pedig  megvigasztalódik.

## Szereplők
| Szerep                               | Színész           | Magyar hangja (1. szinkron) |
| ------------------------------------ | ----------------- | --------------------------- |
| Terry Dean, kisstílű bűnöző          | Paul Hogan        | Reviczky Gábor              |
| Steve Garner                         | Elias Koteas      | Szabó Sipos Barnabás        |
| Rose Garner                          | Linda Kozlowski   | Kocsis Judit                |
| Mrs. Garner                          | Doreen Lang       | Pásztor Erzsi               |
| Öregember /Apa                       | Douglas Seale     | ?                           |
| Irene Bealeman                       | Ruth Warshawsky   | ?                           |
| George Bealeman                      | Parley Baer       | ?                           |
| Freebody nyomozó őrmester            | Michael Alldredge | ?                           |
| Bill nyomozó                         | David Alan Grier  | Malcsiner Péter             |
| Teller, bankpénztáros                | Larry Miller      | Czvetkó Sándor              |
| Bubba                                | Travis Venable    | Farkas Antal                |
| Guido                                | Robert Sutton     | Kránitz Lajos               |
| Barton tiszteletes, tévé-evangélista | Ben Slack         | ?                           |
| Tom                                  | Troy Curvey, Jr.  | Áron László                 |
| Isten                                | Charlton Heston   | Gruber Hugó                 |
| Fiatal őr-gyakornok                  | Eddie Frias       | ?                           |

## Bevétel
A film kereskedelmileg kudarcot vallott. 25 millió dolláros költségvetéssel szemben alig 7 millió dolláros bevételt hozott.

## Fordítás
- Ez a szócikk részben vagy egészben  az   Almost an Angel című angol Wikipédia-szócikk fordításán alapul.  Az eredeti cikk szerkesztőit annak laptörténete sorolja fel. Ez a jelzés csupán a megfogalmazás eredetét és a szerzői jogokat jelzi, nem szolgál a cikkben szereplő információk forrásmegjelöléseként.